# Academic Pediatrics
Academic Pediatrics es una revista médica bimestral revisada por pares que cubre la pediatría . Fue establecida en 2001 como Ambulatory Pediatrics , obteniendo su nombre actual en enero de 2009. Publicada por Elsevier en nombre de la Academic Pediatric Association , de la cual es la revista oficial. El editor en jefe es Peter G. Szilagyi (Universidad de Rochester ), quien reemplazó a James M. Perrin ( Escuela de Medicina de Harvard ) en 2009.Según el Journal Citation Reports , la revista tiene un factor de impacto en 2014 de 2.007.
Según SCI Journal la revista tiene un factor de impacto (2022) de 3,107.

## Métricas de revista
2022
- Web of Science Group : 3.107
- Índice h de Google Scholar: 80
- Scopus: 2,374